# Williams (Minnesota)
Williams – miasto w Stanach Zjednoczonych, w stanie Minnesota, w hrabstwie Lake of the Woods.